# Фінастерид
Фінастерид (англ. Finasteride, лат. Finasteridum) — синтетичний препарат для лікування доброякісної гіперплазії передміхурової залози, що належить до групи інгібіторів 5-альфа-редуктази та має стероїдну будову. Фінастерид застосовується перорально. Розробка фінастериду, як першого препарату з групи інгібіторів 5-альфа-редуктази, розпочалась після виявлення факту, що особи, які мали вроджений псевдогермафродитизм унаслідок відсутності в людини ферменту 5-альфа-редуктази, при нормальному рівні тестостерону в крові мали значно знижений рівень дигідротестостерону, а також значно зменшену в розмірах, а іноді й зовсім відсутню, передміхурову залозу. У таких осіб ніколи не спостерігався розвиток у старшому віці доброякісної гіперплазії простати або раку простати. У 1975 році копію цих досліджень побачив Рой Вагелос, який на той час керував дослідницьким центром компанії «Merck», та зацікавився фактом зменшення розмірів простати в осіб із низьким рівнем дигідротестостерону. Він вирішив розпочати дослідження, кінцевою метою яких стало б створення лікарського препарату, який запобігав збільшенню простати у чоловіків старшого віку. Після початку цих досліджень у лабораторії компанії «Merck» розроблений препарат MK-906, який пізніше отримав міжнародну назву фінастерид. У 1992 році фінастерид схвалений FDA для лікування доброякісної гіперплазії передміхурової залози під торговою маркою «Проскар». У 1997 році компанія «Merck» також отримала схвалення FDA для застосуванні фінастериду при андрогенному облисінні в чоловіків.

## Фармакологічні властивості
Фінастерид — синтетичний лікарський препарат, що належить до групи інгібіторів 5-альфа-редуктази. Механізм дії препарату полягає в інгібуванні ферменту 5-альфа-редуктази, який перетворює тестостерон у більш активний дигідротестостерон. який сприяє збільшенню в об'ємі передміхурової залози. При застосуванні фінастериду блокується перетворення тестостерону в дигідротестостерон, що сприяє зменшенню в розмірах передміхурової залози. Фінастерид діє на тканину передміхурової залози за посередництвом факторів росту, специфічно діючи на сигнальну систему TGFb, яка інгібує проліферацію тканини простати, та у подальшому спричинює атрофію спочатку залозистої, а пізніше й стромальної частини передміхурової залози, при цьому значно знижується вміст дигідротестостерона в тканині простати. При застосуванні фінастериду при збільшенні в об'ємі простати та затримці сечопуску він сприяє зменшенню симптомі, пов'язані із обструкцією сечових шляхів. Фінастерид застосовується переважно для лікування доброякісної гіперплазії передміхурової залози є одним із основних патогенетичних препаратів для лікування цього захворювання. Фінастерид також може застосовуватися для лікування раку простати для зниження швидкості прогресування захворювання, а також може застосовуватися для профілактики розвитку раку простати. Фінастерид також застосовується при андрогенному облисінні в чоловіків. а також може застосовуватися для лікування гірсутизму. При застосуванні фінастериду спостерігається незначна кількість побічних ефектів, більшість з яких були легкими та не потребували відміни препарату. Фінастерид також використовується для лікування андрогенної алопеції.

### Фармакокінетика
Фінастерид швидко та добре всмоктується у шлунково-кишковому тракті, біодоступність препарату складає близько 80 %, яка не змінюється від прийому їжі. Максимальна концентрація препарату в крові досягається протягом 1—2 години після прийому. Фінастерид добре (на 90 %) зв'язується з білками плазми крові. Фінастерид проникає через гематоенцефалічний бар'єр, даних за проникнення препарату через плацентарний бар'єр та за виділення в грудне молоко препарату немає. Метаболізується препарат у печінці з утворенням малоактивних метаболітів. Виводиться фінастерид із організму переважно із калом у вигляді метаболітів, незначна частина виводиться із сечею. Період напіввиведення препарату становить 5—8 годин, цей час може змінюватися при порушеннях функції печінки.

## Покази до застосування
Фінастерид застосовують для лікування доброякісної гіперплазії передміхурової залози.

## Побічна дія
При застосуванні фінастериду найчастішими побічними ефектами є порушення ерекції, зниження лібідо, гінекомастія. Іншими поширеними побічними явищами при застосуванні препарату є свербіж шкіри, кропив'янка, набряк Квінке, тахікардія, біль у яєчках, збільшення активності ферментів печінки в крові. описані поодинокі випадки розвитку раку молочної залози в чоловіків при тривалому прийомі фінастериду з доксазозином. Також при тривалому прийомі фінастериду для лікування андрогенного облисіння спостерігається збільшення частоти виникнення депресії та суїцидальних думок. Відзначається також вищий ризик розвитку висоагресивних форм раку простати при тривалому застосуванні фінастериду.

## Протипоказання
Фінастерид протипоказаний при підвищеній чутливості до препарату, обструктивних захворюваннях сечостатевої системи, в дитячому віці. Препарат також протипоказаний для застосування в жінок, особливо при вагітності.

## Форми випуску
Фінастерид випускається у вигляді таблеток по 0,001 і 0,005 г. Фінастерид випускається також у комбінації з тамсулозином.